# Cetancodontamorpha
Cetancodontamorpha è un clade di artiodattili definiti, secondo Spaulding et al., come: "tutti i taxa estinti più strettamente legati ai membri esistenti di Whippomorpha, rispetto a tutte le altre specie viventi". Sono stati fatti tentativi per rinominare i Whippomorpha Cetancodonta, ma senza successo.
Whippomorpha è il clade corona contenente i Cetacea (balene, delfini, ecc.) e gli ippopotami. Secondo Spaulding et al., Whippomorpha include la famiglia Entelodontidae e il genere Andrewsarchus.